# Oichi

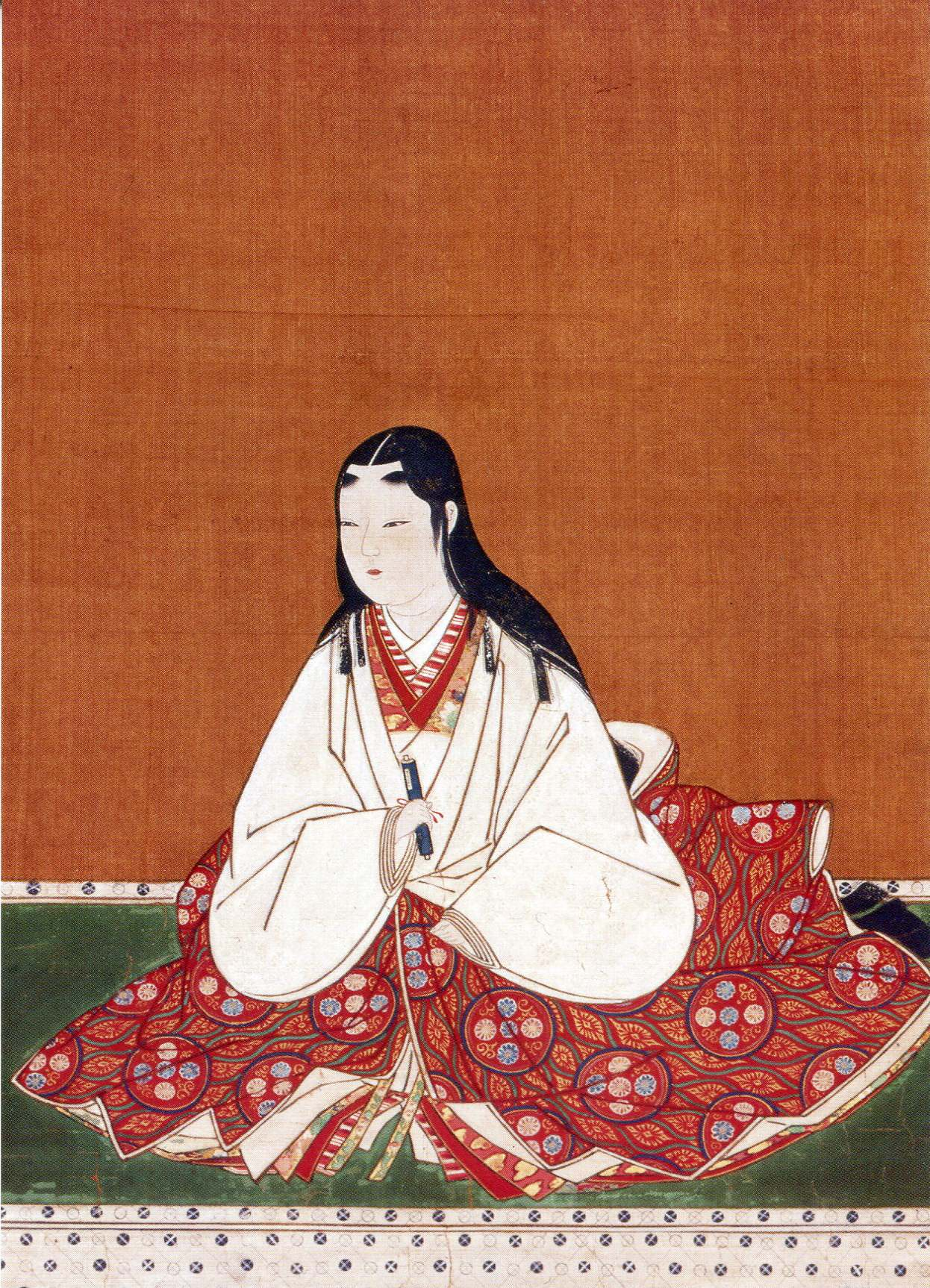
Oichi

Oichi(? お 市) (1547-1583) foi uma figura histórica feminina no período Sengoku. Ela é conhecida principalmente como a mãe de três filhas que se casaram bem - Yodo-dono, Ohatsu e Oeyo.